# Avenida Mariscal Castilla
La avenida Mariscal Castilla es una de las principales avenidas del distrito de El Tambo en la ciudad de Huancayo, en el Perú. Se constituye como una importante arteria de la zona norte de la ciudad debido a su conexión directa con la margen izquierda de la carretera Central a través del puente de Quebrada Honda.

## Recorrido
Se inicia en el puente sobre el río Shullcas, siguiendo el trazado de la calle Real. La vía se ensancha considerablemente a partir del cruce con la avenida Evitamiento.